# Yod (lettre)
Pour les articles homonymes, voir Yod.
| Phénicien | Hébreu | Hébreu | Cursive |
| --------- | ------ | ------ | ------- |
| Yodh      | י      | י      |         |

Yod, youd ou encore yodh (י, prononcée /j/) est la dixième lettre de l'alphabet hébreu.
Le caractère Unicode de י est 05D9.

## Présentation
Cette lettre représente une consonne (API [j]), cependant en grec ancien très archaïque le yod était une semi-voyelle correspondant au i mouillé ou au son [j]. Cette lettre a peu à peu disparu, à l'instar du digamma, mais dans l'iota (Ι, ι) de l'alphabet grec (issu du phénicien), subsiste toujours la voyelle /i/ (le phonème /j/, mais pas le son [j] ayant disparu de la langue). Il est notable que le dérivé latin, la lettre I, ait servi aux Romains à noter à la fois /i/ et /j/. Dans les alphabets latins actuels, cependant, la lecture issue de /j/ est maintenant notée J, lettre forgée pendant la Renaissance par Pierre de La Ramée pour la différencier du i, d'où son nom de « lettre ramiste ».
Le mot hébreu le plus proche est yad, « main ». Comme chacune des lettres de l'alphabet hébreu, la lettre yod est la représentation d'une partie du corps, d'un animal ou d'un objet d'utilisation courante, en l'occurrence la main (yad). Le fait que la lettre représentant la « main » se prononce yod, apporte une preuve de plus au fait que la voyelle hébraïque kamatz (kometz en yiddish) était effectivement prononcée o à l'époque biblique, comme le prononcent encore aujourd'hui les juifs ashkénazes et yéménites. Il est assez ironique que les juifs sépharades qui ont cessé de prononcer le kamatz o (et qui ont adopté la prononciation araméenne a), aient en fait conservé avec justesse et persévérance à travers les âges la prononciation originale du mot « main » à savoir yod.
Sa valeur numérique est 10.
Elle est la première lettre du nom sacré YHWH. Elle symbolise le germe, contenant tous les sephirotim.

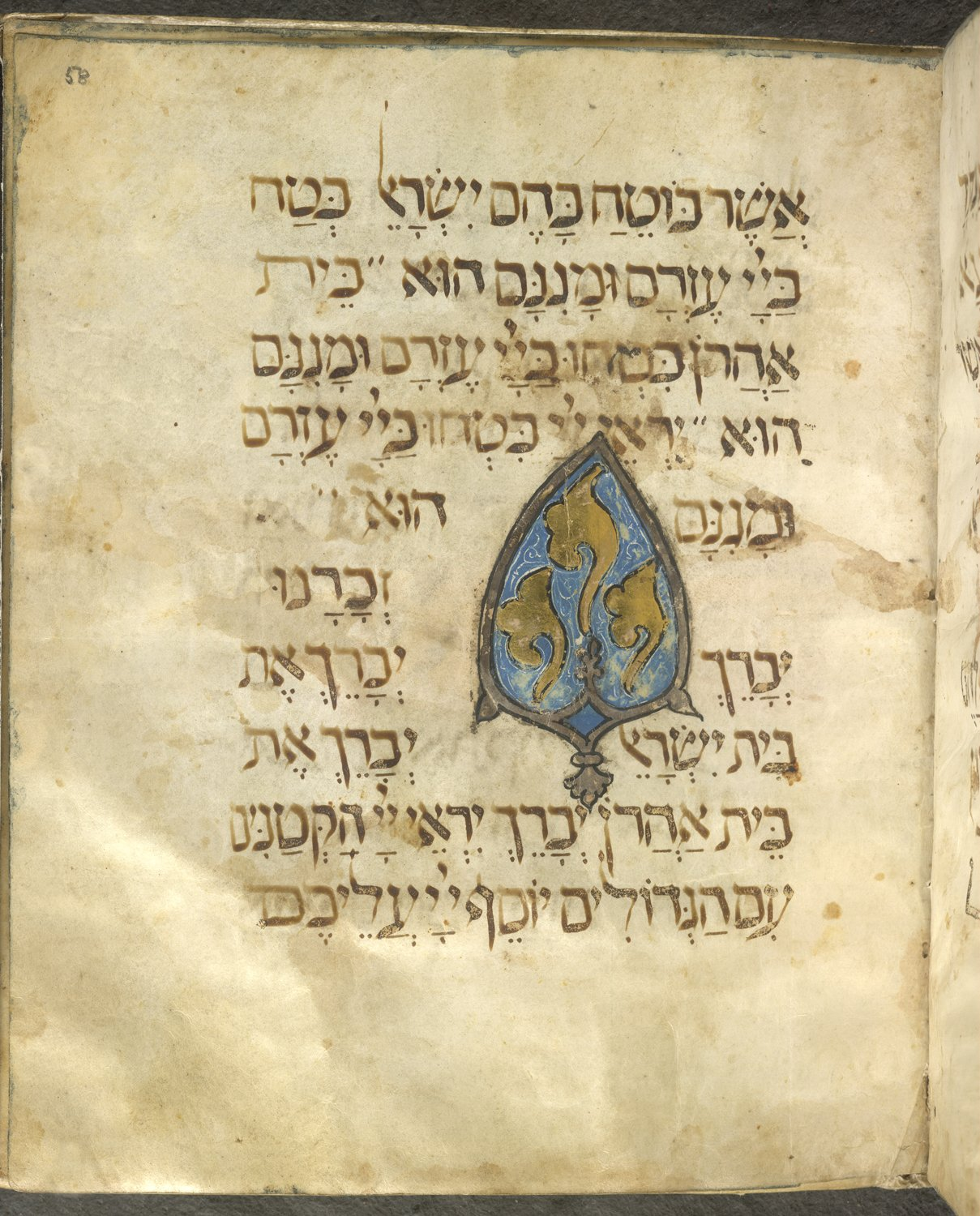
Enluminure en forme de feuille avec à l'intérieur trois yods eux-mêmes stylisés en forme de feuille et utilisés comme contraction du nom de Dieu

## Particularités
- Deux lettres yod יְיָ représente le « nom », Adonai = « Mon Seigneur » qui est l'un des « noms » de Dieu.